# Boso Breakspear
Boso ou Bosone, conhecido como Boso Breakspear ou Boso Quebra-Lanças, O.S.B. (Loppia, data desconhecida – Roma, 1179) foi um cardeal mantovano da Igreja Católica, que serviu como Camerlengo.
De acordo com a historiografia antiga, Boso era um inglês de St. Albans, cardeal-sobrinho do Papa Adriano IV por parte de mãe. Tendo se tornado monge beneditino ainda jovem, ingressou na Abadia de Santo Albano e depois, quando seu tio Nicholas foi eleito papa, estabeleceu-se na Cúria Romana e foi feito cardeal. Ele teria morrido por volta de 1181.
Esta versão foi aceita até o início do século XX, mas foi posteriormente contestada por numerosos historiadores. Johannes M. Brixius negou a tradição que o identificava como sobrinho de Adriano IV e monge beneditino. Mostrou como nem o seu parentesco com Adriano IV nem a sua pertença à Ordem Beneditina são demonstrados pelas fontes da época, enquanto os privilégios pontifícios ligados à propriedade cardinalícia de Santa Pudenciana indicariam a sua pertença aos Cônegos Regulares de Santa Maria no Reno. Portanto Brixius, embora acreditando que ele fosse de origem inglesa, afirma que pertencia a esta última congregação.
A monografia de F. Geisthardt (1936) sobre o Cardeal Boso rejeita quase todos os elementos de sua biografia tradicional, anterior à sua elevação ao cardinalato. Ele demonstrou que sua carreira na Cúria Romana precedeu em muito a de seu suposto tio Nicholas Breakspear. Ele teria atuado em Roma desde pelo menos 1135 como membro da corte de Guido da Vico, cardeal-diácono dos Santos Cosme e Damião, que foi seu primeiro protetor, ao invés de Nicholas Breakspear, na corte papal. Geisthardt estabeleceu que Boso provavelmente nasceu em Loppia, perto de Lucca. Suas conclusões são agora aceitas na literatura acadêmica.

## Biografia
Nascido provavelmente na Toscana, perto de Lucca, ingressou na congregação dos Cônegos Regulares de Santa Maria no Reno, em Bolonha. Em 1135 entrou ao serviço do cardeal Guido da Vico, a quem acompanhou na sua missão como legado papal na Espanha em 1143. Após a morte de Guido em 1149, Boso o substituiu na Chancelaria Papal, embora sem o título real de chanceler. Ele exerceu esta função até 3 de maio de 1153.
Quando o cardeal Nicholas Breakspear se tornou Papa Adriano IV, em dezembro de 1154 , nomeou Boso Camerlengo da Santa Igreja Romana e lhe confiou o governo de Castel Sant'Angelo, suspeitando da lealdade do povo romano. Dois anos depois, em dezembro de 1156, nomeou-o cardeal-diácono dos Santos Cosme e Damião: como tal, assinou as bulas papais entre 4 de janeiro de 1157 e 1 de agosto de 1165.
Quando Adriano IV morreu, surgiram divergências entre os eleitores do seu sucessor, resultando num cisma que duraria 17 anos. Quatro cardeais pró-imperiais elegeram o cardeal Ottaviano de Monticelli, que assumiu o nome de Vitor IV, que no entanto foi reconhecido apenas pelos germânicos (e é considerado antipapa). No dia do enterro do corpo de Adriano IV no Vaticano, em 5 de setembro, o cardeal Boso, que havia assumido a liderança da maioria do Sagrado Colégio, vinte e três cardeais, reuniu-os no Castelo Sant'Angelo, para fugir da captura pelos seguidores de Vitor IV. Aqui elegeram imediatamente o sucessor de Adriano IV na pessoa do cardeal Rolando Bandinelli de Siena, que foi consagrado com o nome de Papa Alexandre III.
O novo papa estava ciente de que devia sua eleição ao cardeal Boso e, o mais tardar em 18 de março de 1166, o nomeou cardeal-presbítero de Santa Pudenciana (de fato, ele assinou as bulas papais emitidas entre 18 de março de 1166 e 29 de julho de 1178). Apesar de ter renunciado ao cargo de Camerlengo, Boso foi posteriormente encarregado de inúmeras missões importantes no norte da Itália (1160/61, 1162, 1173/74, 1177).
Quando o Papa Alexandre III foi a Veneza para receber o ato de submissão e lealdade do imperador Frederico I e para ratificar o Tratado de Veneza (24 de junho de 1177), que pôs fim ao cisma, foi acompanhado pelo cardeal Boso.
Boso tinha grande reputação não apenas por sua piedade, mas também por seu aprendizado e foi considerado pelos escritores contemporâneos o mais eminente teólogo de seu tempo. Ele preparou ou escreveu pessoalmente as Vite de muitos papas dos séculos XI e XII, incluindo a de seu suposto tio. Ele também era poeta.
Ele morreu em 1178, talvez em 12 de setembro e foi sepultado em Roma.

### Conclaves
- Eleição papal de 1159 – fez parte do grupo que elegeu o Papa Alexandre III
- Eleição papal de 1181 – algumas fontes[2] indicam que ele também esteve presente, quando se elegeu o Papa Lúcio III, mas de outras parece que ele não estava mais vivo na época.[11]